# Poe Little Rich Girl
Poe Little Rich Girl é o primeiro álbum de estúdio da rapper Jacki-O, lançado em 26 de outubro de 2004 pela Poe Boy/TVT Records. O álbum produziu três singles oficiais: "Fine" com Ying Yang Twins, "Sugar Walls", e "Break You Off", com Jazze Pha. Havia também singles promocionais "Gangsta Bitch" (que tem também um remix com Freeway) e "Slow Down". O álbum atingiu o número 95 na Billboard 200 e #12 no R&B álbuns, vendendo 11,181 cópias em sua primeira semana.
O álbum apresenta seu maior single "Pussy (Real Good)", também conhecido como "Nookie", bem como o remix de "Champion" com Trick Daddy, que foi destaque em sua primeira mixtape "The Official Bootleg" e a faixa com Ghostface "Tooken Back ", que também apareceu em um de seus álbuns. Jacki-O também canta no álbum na faixa "Pretty". 

## Faixas
1. "Living It Up" (featuring O'Damia) - 4:04
2. "Ms Jacki" - 3:56
3. "Break You Off" (featuring Jazze Pha) - 3:38
4. "Shut the F**k Up" (Skit) - 3:14
5. "Pussy (Real Good)"(featuring Rodney) - 4:24
6. "Fine"(featuring Ying Yang Twins) - 3:54
7. "Slow Down" - 2:59
8. "Sugar Walls" - 3:53
9. "Holla Back" (Skit) - 0:53
10. "Gangsta Bitch" - 3:02
11. "Somebody's Getting F**ked" - 3:17
12. "Ghetto World" (featuring O'Damia) - 4:18
13. "Sleeping With the Enemy" (featuring Ms Betty Wright) - 5:08
14. "Champion" (featuring Trick Daddy) - 3:01
15. "Pretty" - 4:17
16. "Sexxy Dance" - 3:57
17. "Tooken Back" (featuring Ghostface Killah) - 5:03